# Singapore Girl

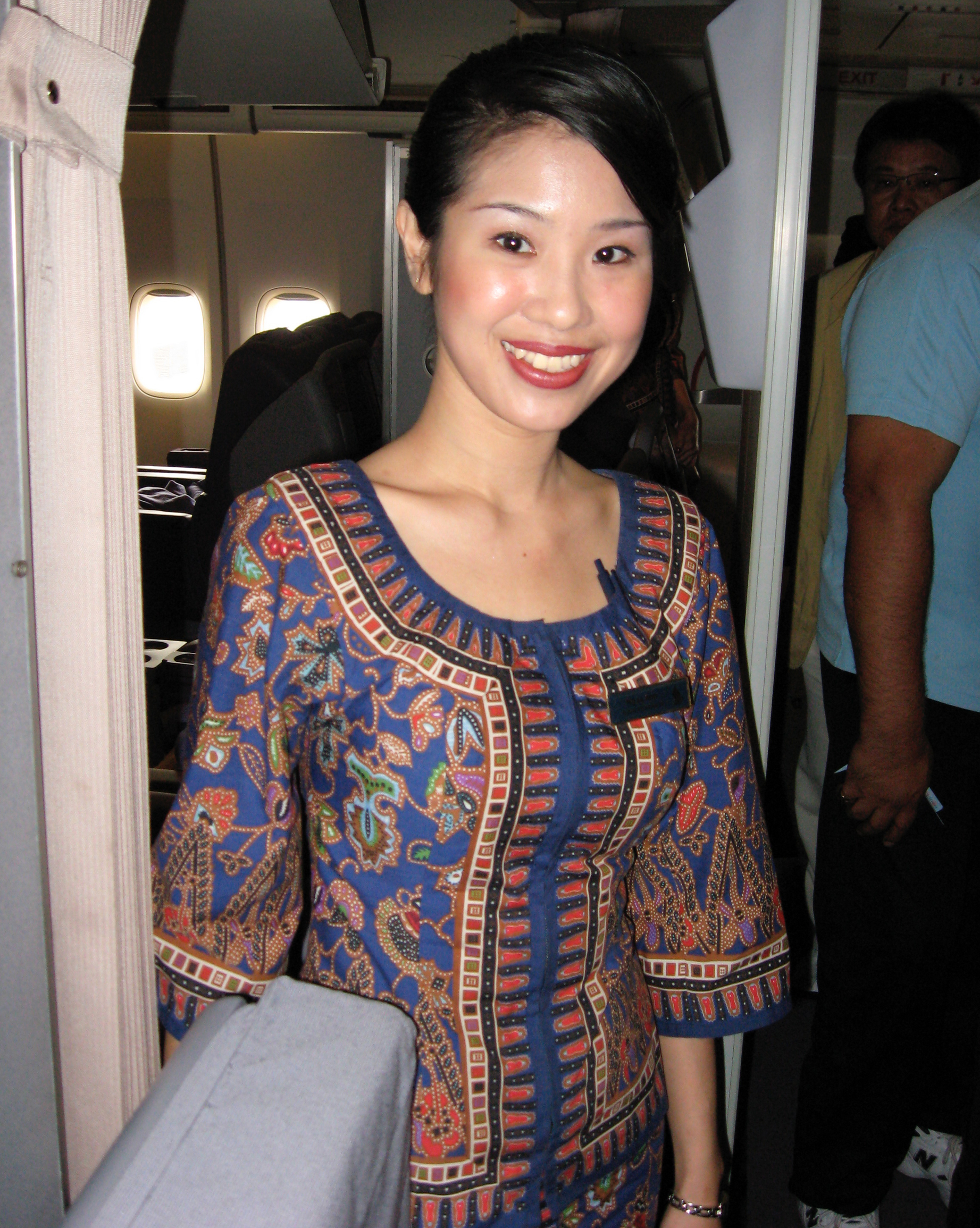
Ein Singapore Girl

Singapore Girl heißen die Flugbegleiterinnen der Singapore Airlines.

## Marketing
Die Terminologie Singapore Girl besteht seit 1972, als der Designer Pierre Balmain beauftragt wurde, die Dienstkleidung für die Angestellten der Fluglinie zu entwerfen. Seitdem erscheinen Fotos der Flugbegleiterinnen als Werbung weltweit. Das ikonische Auftreten und Branding der Singapore Girls wurde 1972 geschaffen, als Singapore Airlines durch eine Übernahme die Nachfolge der Malaysia-Singapore Airlines (MSA) antraten, der gemeinsamen Fluglinie von Malaysia und Singapur, die begann ein internationales Netzwerk aufzubauen.

## Personalauswahl
Singapore Airlines stellten früher nur Singapurerinnen und Malaiinnen an, aber seit 1995 werden im Rahmen der globalen Expansion auch Chinesinnen, Inderinnen, Indonesierinnen, Japanerinnen, Koreanerinnen und Taiwanesinnen angestellt, um die Sprachbarrieren zwischen Flugpersonal und Reisenden abzubauen.

## Dienstkleidung

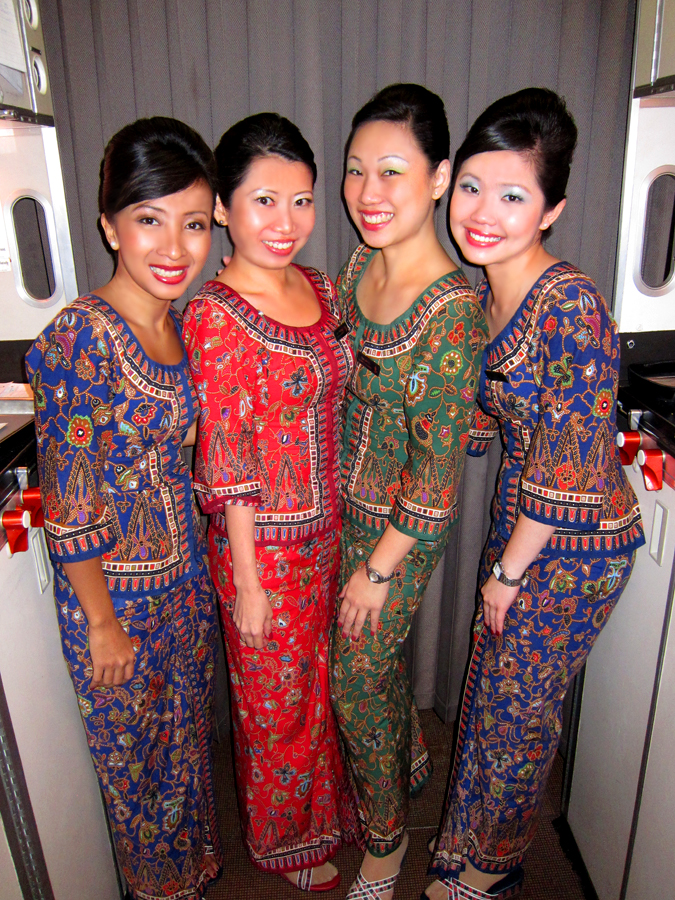
Eine Gruppe von Singapore Girls. Die Farben des Sarong Kebaya stehen für den Dienstrang. Auf dem Foto fehlt die Farbe violett.

Die Singapore Girls tragen seit 1972 den Sarong Kebaya statt einer Uniform, der zu einem Markenzeichen des Marketings von Singapore Airlines wurde. Eine frühere Version des Sarong Kebaya wurde von den Stewardessen der MSA seit 1968 getragen.
Den Sarong Kebaya gibt es in vier Farben, die den Dienstrang der Flugbegleiterinnen erkennen lassen:
- Blau – „Flight Stewardess“
- Grün – „Leading Stewardess“
- Rot – „Chief Stewardess“
- Violett – „In-Flight Supervisor“

Im April 2001 wurden die von Pierre Balmain designten Sandalen durch Sicherheitsschuhe ausgetauscht, nachdem sich Flugbegleiterinnen des verunglückten Singapore-Airlines-Flug 006 über beim Absturz verlorene Sandalen beklagten.

## Kritik
Das Marketing-Konzept der Singapore Girls wird häufig als sexistisch beschrieben und insbesondere die Terminologie kritisiert, da sie mit der Stereotype der Asiatinnen als kindlich und unterwürfig in Verbindung gebracht wird. Aber das Marketing-Konzept wird weiterhin beibehalten: The Straits Times schrieb dazu: „Die Singapore-Girl-Ikone von der SIA zu entfernen, wäre wie Micky Maus aus Disneyland zu verbannen.“ („To remove the Singapore Girl icon from SIA is like removing Mickey Mouse from Disneyland.“)